# Peter Feranec
Peter Feranec, né en 1964 à Bratislava (Tchécoslovaquie), est un chef d'orchestre slovaque. 

## Biographie
Il termine l'Académie de musique de Bratislava, puis à partir de 1985 étudie au Conservatoire de Léningrad auprès de Mariss Jansons et à Vienne. À partir de 1991, il dirige l'Opéra national de Slovaquie et à partir de 1993 dirige à l'Opéra de chambre de Vienne.
En 1995, à la demande du directeur artistique du Théâtre Bolchoï, Vladimir Vassiliev, il prend le poste de chef d'orchestre principal du théâtre, devenant le chef d'orchestre principal le plus jeune de l'histoire de ce théâtre. En trois ans, Feranec dirige de nouvelles œuvres (dont certaines sont inscrites désormais au répertoire) et dirige le Bolchoï en tournée aux États-Unis, en Europe et au Japon. De 1997 à 2000, Feranec est chef d'orchestre invité à l'orchestre philharmonique de Saint-Pétersbourg. Il collabore à de nombreux orchestres et opéras européens. En 2007, il dirige l'orchestre philharmonique de Slovaquie. 
En mai 2009, il est invité en qualité de chef d'orchestre principal du Théâtre Michel, remplaçant Andreï Anikhanov. La première œuvre que Feranec présente au public pétersbourgeois est Roussalka de Dvořák, le 30 octobre 2009. Les critiques sont enthousiastes,.
Feranec est nommé en 2011 pour le Masque d'or pour sa direction de La Juive de Fromental Halévy au Théâtre Michel. En 2011, il laisse son poste de chef d'orchestre principal du Théâtre Michel, mais continue à y être chef d'orchestre invité. En 2011, il est directeur musical de l'Opéra Janáček de Brno.
En 2015, il est nommé chef d'orchestre principal et directeur musical de l'orchestre symphonique académique d'État de Saint-Pétersbourg.